# Enzo Moscato
Enzo Moscato all'anagrafe Vincenzo Moscato (Napoli, 20 aprile 1948 – Napoli, 13 gennaio 2024) è stato un drammaturgo, regista e attore italiano, esponente di spicco della nuova drammaturgia partenopea, con oltre quarant'anni di attività..
Utilizzando un linguaggio declinato in un originale plurilinguismo, Moscato venne considerato l'interprete di un nuovo teatro di poesia, che riconosce i suoi ascendenti non solo nei grandi autori e compositori napoletani, ma anche in Artaud, in Genet, nei poeti maledetti di fine 800 e in Pasolini.

## Biografia
Figlio di Francesco Moscato e Concetta Turturiello, nacque nei quartieri spagnoli di Napoli, nel settecentesco palazzo Scampagnato.
Dopo aver frequentato il liceo classico "Antonio Genovesi" di Napoli, si laureò in Filosofia all'Università degli Studi di Napoli Federico II, conseguendo l'abilitazione in Scienze Umane e Storia, con una tesi sui rapporti tra i movimenti politici di liberazione sessuale e la psicoanalisi. Dal 1975 al 1977 insegnò filosofia e storia nelle scuole superiori di Napoli e Oristano.
Nel 1980 iniziò l'attività teatrale che lo impose all'attenzione di critica e pubblico come attore, autore e regista, collocandosi tra i capofila della nuova drammaturgia napoletana.
Ricoprì incarichi di direzione artistica per il Teatro Mercadante - Stabile di Napoli negli anni 2003-2006, per il Festival Internazionale di Teatro - Benevento Città Spettacolo negli anni 2007-2009; dal 1990 fu il direttore artistico della "compagnia teatrale Enzo Moscato".
Tenne corsi per il conseguimento del Master in scrittura teatrale presso l'Università Suor Orsola Benincasa di Napoli negli anni accademici 2005-2006, 2007-2008, 2009-2010. Condusse corsi e laboratori di drammaturgia e scrittura teatrale presso l'Università degli Studi di Salerno a Fisciano vicino Salerno, presso il Centro Studi sul Teatro Napoletano, Meridionale ed Europeo, e altre istituzioni; tenne seminari e incontri di approfondimento sul "Teatro di Enzo Moscato" in diversi teatri e università italiane ed europee.
Nel maggio del 2016 partecipò alla tredicesima edizione del FIT - Festival Internacional de Teatro, il maggior evento teatrale dello stato brasiliano di Minas Gerais, con la rappresentazione di due sue opere: Toledo suite e Compleanno. Durante tale tournee brasiliana tenne, sempre a Belo Horizonte, una Lectio Magistralis dal titolo "Vocal Desnudamento" presso la Facoltà di Lettere dell'Università federale del Minas Gerais, e una conferenza presso l'Academia Mineira de Letras dal titolo "Drama contemporâneo italiano - Degolarratos", nella quale presentò al pubblico brasiliano i contenuti del suo libro (tradotto in portoghese, col titolo Degolarratos, dalla drammaturga ed attrice d.ssa Anita Mosca) nonché omonima opera teatrale, Scannasurice.
Moscato inoltre incise quattro CD musicali come chansonnier-rivisitatore dell'universo canoro partenopeo e internazionale.
Moscato morì a Napoli il 13 gennaio 2024 all'età di 75 anni.

## Opere
- Carcioffola[19] (1980)
- Scannasurice[20] (1982)
- Signuri', signuri[21] (1982)
- Trianon[22] (1983)
- Festa al celeste e nubile santuario[23] (1984)
- Ragazze sole con qualche esperienza[24] (1985)
- Occhi gettati[25] (1986)
- Cartesiana[26] (1986)
- Piece Noire[27] (1987)
- Bordello di mare con città[28] (1987)
- Partitura[29][30] (1988)
- Little Peach[31] (1988)
- Tiempe sciupate[32] (1988)
- Scannaplaysurice[33] (1989)
- In Recital (1989)
- Fuga per comiche lingue tragiche a caso[34] (1990)
- Rasoi[35] (1991)
- Arancia meccanica[36] (1991) – traduzione e adattamento da A Clockwork Orange di A. Burgess
- Limbo[37] (1992)
- Compleanno[38][39] (1992)
- La Psychose Paranoiaque Parmi Les Artistes[40] (1993)
- Embargos[41][42] (1994)
- Mal-d'-Hamlé[43] (1994)
- Ritornanti[44] (1994)
- Litoranea[45] (1994)
- Ubu re[46] (1994) – traduzione e adattamento da Ubu roi di Alfred Jarry
- Recidiva[47] (1995)
- Co'Stell'Azioni[48] (1995)
- Lingua, carne, soffio[49] (1996)
- La vita vissuta d'Artaud l'imbecille[50] (1996) – traduzione e adattamento da La conférence au Vieux Colombier di Antonin Artaud
- I drammi marini[51] (1996) – traduzione e adattamento dai Sea Plays di Eugene O'Neill
- Aquarium ardent[52] (1997)
- Luparella - ovvero foto di bordello con Nanà[53] (1997)
- Teatri del mare[54] (1997)
- Tartufo[55] (1998) – traduzione e adattamento da Tartuffe ou l'Imposteur di Molière
- Cantà[56][57] (1999)
- Arena Olimpia[58] (2000)
- Sull’ordine e il disordine dell’ex macello pubblico[59] (2001), dedicato alla rivoluzione napoletana del 1799
- Orfani veleni[60] (2002)
- Hotel de l’ Univers[61] (2003), rècit-chantant, dedicato alla musica del cinema
- Oro tinto[62] (2004)
- Partitura per Leo[63] (2004)
- Kinder-Traum Seminar, seminario sui bambini in sogno[64][65] (2004), dedicato alla memoria collettiva dell'Olocausto
- Trompe l'oeil[66] (2004)
- L’Opera Segreta[67] (2005), omaggio all’ universo poetico-espressivo di Anna Maria Ortese
- Sangue e bellezza, l'ultimo tempo in voce di Michelangelo Merisi detto Il Caravaggio[68] (2005)
- Passioni-Voci, omaggio alla scrittura di S. Di Giacomo[69] (2005)
- Disturbing a tragedy; schizzo-baccanti, ovvero: psicopatologia degli spettri europei, in margine al vivere odierno[70] (2005)
- Niezi (Ragazzi di cristallo)[71] (2006)
- Chantecler[72] (2007) – traduzione e adattamento dall'omonimo di E. Rostand
- Il sogno di Giruzziello[73] (2007)
- Le doglianze degli attori a maschera: libero omaggio a Carlo Goldoni, ispirato al suo Molière del 1751[74] (2007)
- Parole dette in sogno[75] (2008)
- Magnificenza del terrore: omaggio scenico ad Antonin Artaud, a 60 anni dalla morte[76] (2009)
- Toledo Suite[77] (2010)
- Patria Puttana[78] (2011)
- Tà-Kai-Tà (Eduardo per Eduardo)[79] (2012)
- Napoli 43[80] (2013)
- Lacarmèn[81][82] (2015)
- Grand'estate[83] (2015)
- Modo minore[84] (2016)
- Raccogliere & bruciare[85][86] (2017)
- Ronda degli Ammoniti[87] (2019)

## Filmografia

### Attore
- Morte di un matematico napoletano, regia di Mario Martone (1992)
- Libera, regia di Pappi Corsicato (1993)
- Rasoi, regia di Mario Martone (1993)
- Viaggio clandestino - Vite di santi e di peccatori, regia di Raúl Ruiz,  (1994)
- Il verificatore, regia di Stefano Incerti (1995)
- I racconti di Vittoria, regia di Antonietta De Lillo (1995)
- Aspettando Totò - Conversazione con Mario Martone e Enzo Moscato (a proposito del sud) - documentario (1996)
- I vesuviani, episodio Maruzzella, regia di Antonietta De Lillo (1997)
- Malemare, regia di Pasquale Marrazzo (1997)
- ISA 9000, regia di Angelo Serio (2001)
- Il resto di niente, regia di Antonietta De Lillo (2004)
- Mater natura, regia di Massimo Andrei (2005)
- Quijote, regia di Mimmo Paladino (2006)
- Radici, regia di Carlo Luglio (2011)
- Il giovane favoloso, regia di Mario Martone (2014)
- Sul vulcano, regia di Gianfranco Pannone (2014)
- La divina cometa, regia di Mimmo Paladino (2022)

### Soggettista
- Rasoi, regia di Mario Martone (1993) – anche sceneggiatura
- I racconti di Vittoria, regia di Antonietta De Lillo (1995)
- Luparella, regia di Giuseppe Bertolucci (2002)
- Ragazze sole, regia di Gaetano Acunzo (2022)

## Discografia
- Embargos (1994)
- Cantà (2001)
- Hotel de l'Univers (2005)
- Toledo suite (2012)
- Modo minore (2020), Squilibri editore
- Hotel de l'Univers (2025), Squilibri editore

## Riconoscimenti e premi
- Premio Riccione Ater per il Teatro (1985)[88] con Piece Noire
- Premio IDI - Istituto del Dramma Italiano (1988)
- Premio UBU per il Teatro (1988)[89]
- Premio Annibale Ruccello - Monte Pellegrino, Palermo (1988)
- Premio della Critica (1991)
- Biglietto d’Oro AGIS (1991)[90]
- Premio La Città dei Ragazzi a Battipaglia (1991)
- Premio I° Oscar della Radio Italiana (1992)
- Premio Antonio De Curtis (1993)
- Premio UBU, per 'Embargos' (1994)[91]
- Premio Sebeto (1994)
- Premio Internazionale di Radiofonia del Festival di Ostankino (Russia 1994)[92]
- Premio Girulà per Luparella (1997)[93]
- Premio Teatro Il Primo ‘Miglior Spettacolo dell’anno’ per Luparella (1997)
- Premio Università dello Spettacolo Napoli (2000)
- Premio Città di Angri (2001)
- Premio Annibale Ruccello a Positano (2002)[94]
- Premio “Viviani “, a Benevento Città Spettacolo (2002)
- Premio Penisola Sorrentina (2003)
- Premio Franco Carmelo Greco, Comune di Caserta (2004)[95]
- Premio Girulà per Hotel de l’univers (2004)[96]
- Premio Pulcinellamente (2008)[97]
- Premio Benevento Città Spettacolo (2009)
- Premio Eduardo Nicolardi (2011)[98]
- Premio Poerio-Imbriani (2013)[99]
- Premio Napoli Cultura (2013)
- Premio Teatrale Nazionale Franco Angrisano - Sant'Anastasia  (2015)[100]
- Riconoscimento "Laureati illustri" della Università Federico II di Napoli (2015)[101]
- Premio Annibale Ruccello - Castellammare di Stabia (2017)[102]
- Premio alla carriera Teatro NO'HMA Teresa Pomodoro - Milano (2017)
- Premio UBU alla carriera (2018)[103][104][105]